# 579

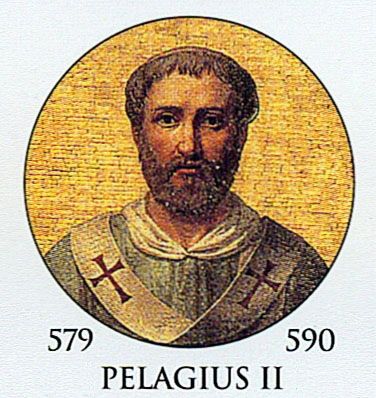
Paus Pelagius II (r. 579-590)

Het jaar 579 is het 79e jaar in de 6e eeuw volgens de christelijke jaartelling.

## Gebeurtenissen

### Europa
- Koning Leovigild draagt een deel van het Visigotische Rijk met de bijbehorende macht over aan zijn zoon Hermenegild. Hij krijgt het bestuur over de provincie Andalusië en vestigt zijn residentie in Sevilla (Zuid-Spanje). Leovigild organiseert een huwelijk voor Hermenegild met de Frankische prinses Ingundis. Door de inspanningen van de benedictijnse monnik Leander van Sevilla wordt Hermenegild bekeerd tot het katholicisme.
- Zomer - Leovigild ontneemt Hermenegild zijn titels en ontzegt hem het recht van troonopvolging. Hij trekt met een Visigotisch leger ten strijde en belegert Sevilla. Ten einde raad zoekt Hermenegild tevergeefs militaire hulp bij de Byzantijnen. Leander wordt verbannen en vestigt zich in Constantinopel.
- Koning Chilperik I voert strenge belastinghervormingen door in Neustrië, Austrasië en Aquitanië. De steden Bordeaux en Limoges (huidige Frankrijk) komen in opstand. (waarschijnlijke datum)
- De Avaren steken de Donau over en belegeren Sirmium. Verder in het oosten invaderen de Slaven de Balkan en vestigen zich daar.

### Perzië
- Koning Khusro I overlijdt na een regeerperiode van 48 jaar. Hormazd IV (r. 579-590) volgt zijn vader op als heerser (sjah) van het Perzische Rijk.
- Het Byzantijnse oostelijke leger onder leiding van Mauricius onderneemt een veldtocht ten oosten van de Tigris.

## Religie
- Paus Pelagius II (579-590) volgt Benedictus I op na een 4-jarig pontificaat en wordt de 63e paus van Rome.
- Pelagius II stuurt een pauselijke delegatie onder leiding van Gregorius naar Constantinopel. (waarschijnlijke datum)

## Overleden
- 30 juli - Benedictus I, paus van de Katholieke Kerk
- Khusro I, koning van de Sassaniden (Perzië)